# Székely Mihály (operaénekes)
Székely Mihály, Spagatner (Jászberény, 1901. május 8. – Budapest, 1963. március 22.) kétszeres Kossuth-díjas magyar operaénekes (basszus), kiváló művész.

## Életpályája
Apja, aki aranyműves-kereskedő volt, nevét Spagatnerről Székelyre magyarosította. Mind szülei, mind négy testvére zenerajongók voltak. Magánúton tanult énekelni. A középiskolát Budapesten végezte.
Első fellépésére 1920-ban került sor: népdalokat énekelt az Orpheum színpadán. Dr. László Gézánál folytatta tanulmányait. Huszonkét évesen szerződtette a budapesti Operaház. A társulatnak 1923-tól haláláig, 1963-ig volt tagja, több mint 1300 alkalommal lépett színpadra. Titta Ruffo híres olasz bariton, amikor meghallgatta Sparafucile szerepében, úgy vélekedett, hogy „sohasem hallott ilyen szép hangot”.
Nagy sikereket ért el külföldön is, elsősorban Olaszországban és Bécsben. Egyik legfontosabb szerepe A kékszakállú herceg vára volt. Bartók Béla, az 1936. október 29-én az Operaházban megtartott felújításra, néhány helyen a partitúrát átírva, Székely Mihály hangjához igazította operájának főszerepét.
A nyilas terror alatt egy pap barátjánál bújt meg. A második világháború után Doráti Antal meghívta Dallasba énekelni, de az út során fellépő nehézségek miatt későn érkezett meg a próbákra, így helyét egy fiatal amerikai basszus, George London vette át. 1946 januárjában leszerződött a New York-i Metropolitan operaházhoz, ahol 1947–1950 között 47-szer lépett színpadra, elsősorban Richard Wagner operáiban (Fafner, Hermann őrgróf, Marke király, Hunding).
1947–1949 között Otto Klemperer meghívására visszatért a budapesti operaházba. Ezek után a kommunista hatalom korlátozta nyugati utazásait, de bejárta a Szovjetuniót és eljutott több európai országba is. 1956-ban egy holland fesztiválon énekelte egyik legnagyobb alakítását, Bartók kékszakállú hercegét. 1957–61 között évről évre szerepelt a glyndebourne-i fesztiválon, főképpen Mozart dalműveiben.
Korának egyik legjelentősebb operaénekese volt. Alakításai közül figyelemreméltók Mozart basszusszerepei. G. Kennedy a La Follia zenei folyóirat 2002. áprilisi számában Sir Rudolf Binget idézte: „Székely Mihály nem csak az évszázad egyik legszebb mély basszushangja volt, de hatalmas színpadi tehetségével és műsorának felfogásával sikerült elbűvölni kollégáit és hipnotizálni publikumát.”

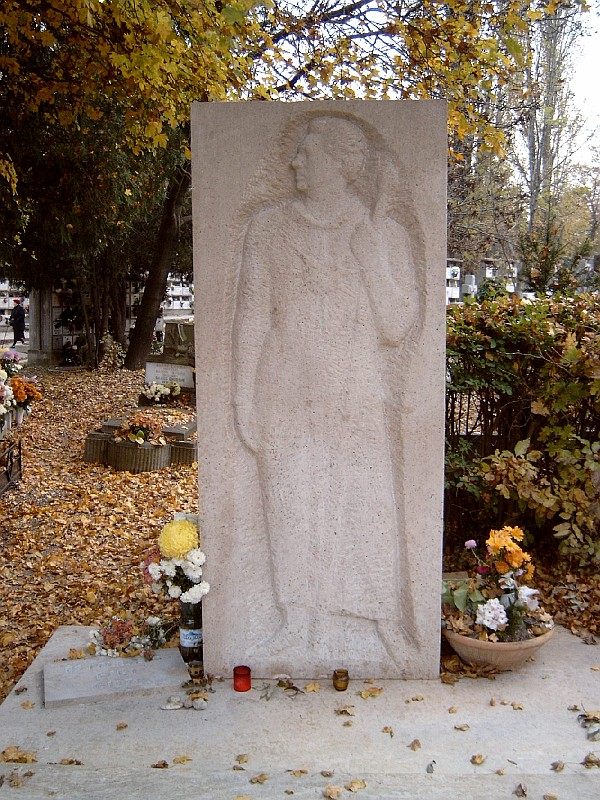
Székely Mihály sírja Budapesten. Farkasréti temető: 43/1-1-15/16. Kovács Ferenc alkotása

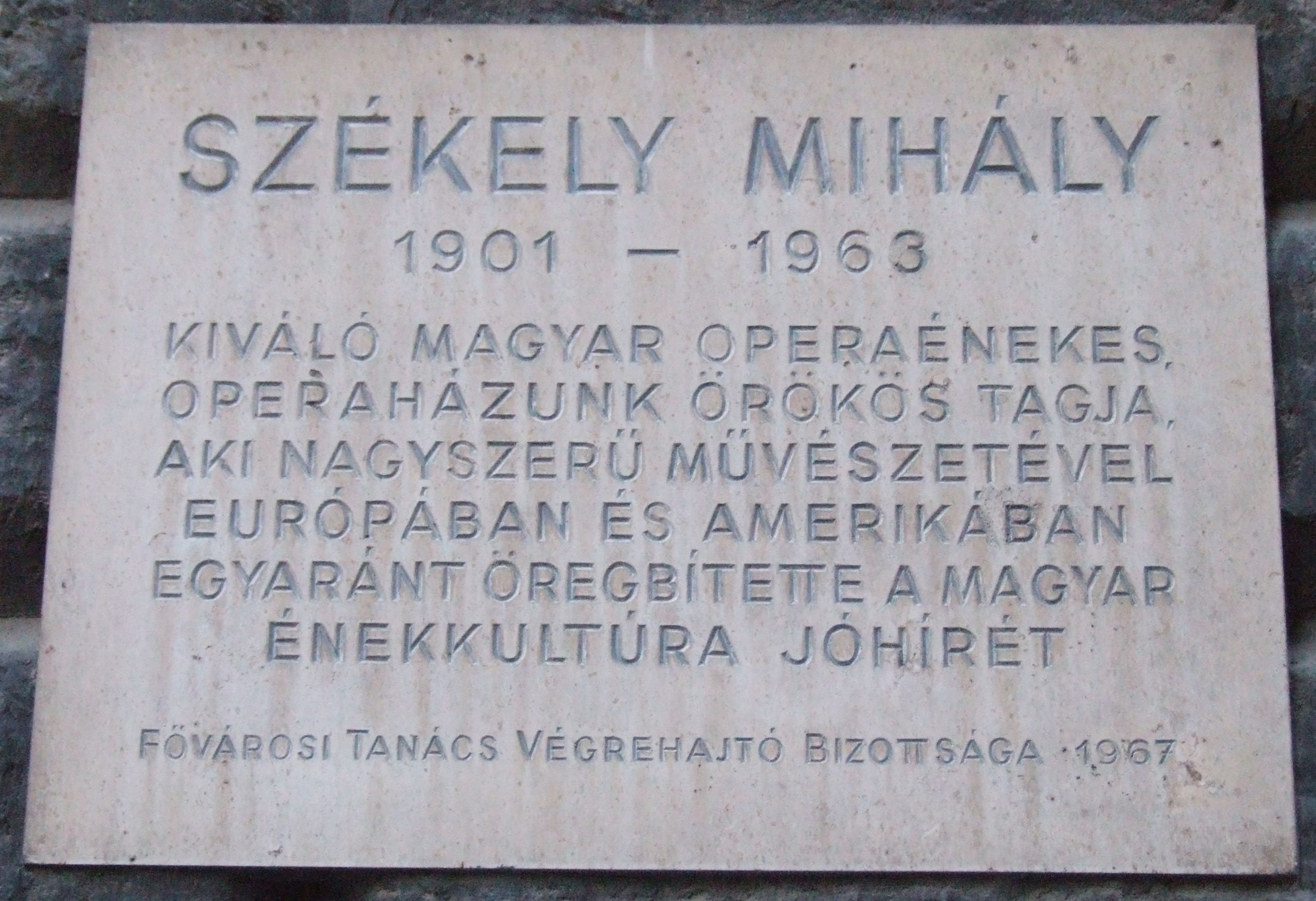
Emléktáblája Budapest VI. kerületében

1963-ban halt meg Budapesten. Emlékezetére 1964-ben Székely Mihály-emlékplakettet létesítettek.
Hagyatéka kiállításra került a jászberényi Jász Múzeumban, ahol emlékét azóta is őrzik.

## Főbb szerepei
- Bartók: A kékszakállú herceg vára – Kékszakállú
- Mozart: Szöktetés a szerájból – Ozmin
- Mozart: Don Giovanni – Leporello
- Mozart: A varázsfuvola – Sarastro
- Muszorgszkij: Borisz Godunov – Borisz
- Richard Strauss: A rózsalovag – Ochs báró
- Verdi: Don Carlos – Fülöp király
- Verdi: Simon Boccanegra – Fiesco

## Díjai
- Kossuth-díj (1949, 1955)
- Kiváló művész (1950)